# Мурманска обала
68° 56′ 13″ N 36° 49′ 02″ E / 68.93694° С; 36.81722° И
Мурманска обала (рус. Му́рманский бе́рег), раније само Мурман (рус. Му́рман) и Поморска обала (рус. Помо́рский бе́рег) назив је за део обале Баренцовог мора на подручју Мурманске области Русије, на потезу од норвешке границе на западу до рта Свјатој Нос на истоку. Источно од рта Свјатој Нос је Терска обала Белог мора.
Мурманска обала је доста стрма, каменита и јако разуђена, посебно у западном делу где се налазе бројни заливи фјордовског типа. Једини већи залив у источном делу је Свјатоноски, док су већи фјордови у западном делу Мотовски, Кољски, Печеншки, Западнолички, Урски, Териберски и бројни други мањи. Најважнији водотоци који се уливају у Баренцово море на овом делу његове обале су Јоканга, Источна Лица, Вороња, Териберка, Кола, Тулома, Западна Лица, Ура, Титовка, Патсојоки и Печенга. Једина два већа полуострва на Мурманској обали су Рибарско и Средње, док се међу мањим острвима која се протежу дуж обале величином издваја острво Киљдин. Острво Киљдин је од континенталног дела Кољског полуострва одвојено уским Киљдинским пролазом. Уз централни део обале, насупрот ушћа реке Харловке налази се архипелаг Седам острва, док су на крајњем западу Ајновска острва.
Изнад Мурманске обале је подручје са најнижим вредностима ваздушног притиска на земљи (на нивоу мора) са вредностима од 750 милиметара живиног стуба. На метеоролошкој станици „Острво Харлов” 8. фебруара 1986. године измерени су удари ветра од 187 км/ч (52 м/с) што је рекордна вредност за подручје целе Русије. Захваљујући топлој Севернортској струји (огранак топле Норвешке струје) која протиче која протиче дуж ових обала, највећи део Мурманске обале је слободан од леда чак и током зимског дела године. На овом подручју у просеку падне око 600−700 мм падавина током године.
На Мурманској обали се налазе нека од најважнијих насељених места Мурманске области − Мурманск, Североморск, Пољарни, Островној, Заозјорск и Видјајево.
Обала се налази у вегетационој зони тундре. Делови Кандалакшког резервата биосфере налазе се на овом подручју.